# Koninkrijk Dergé

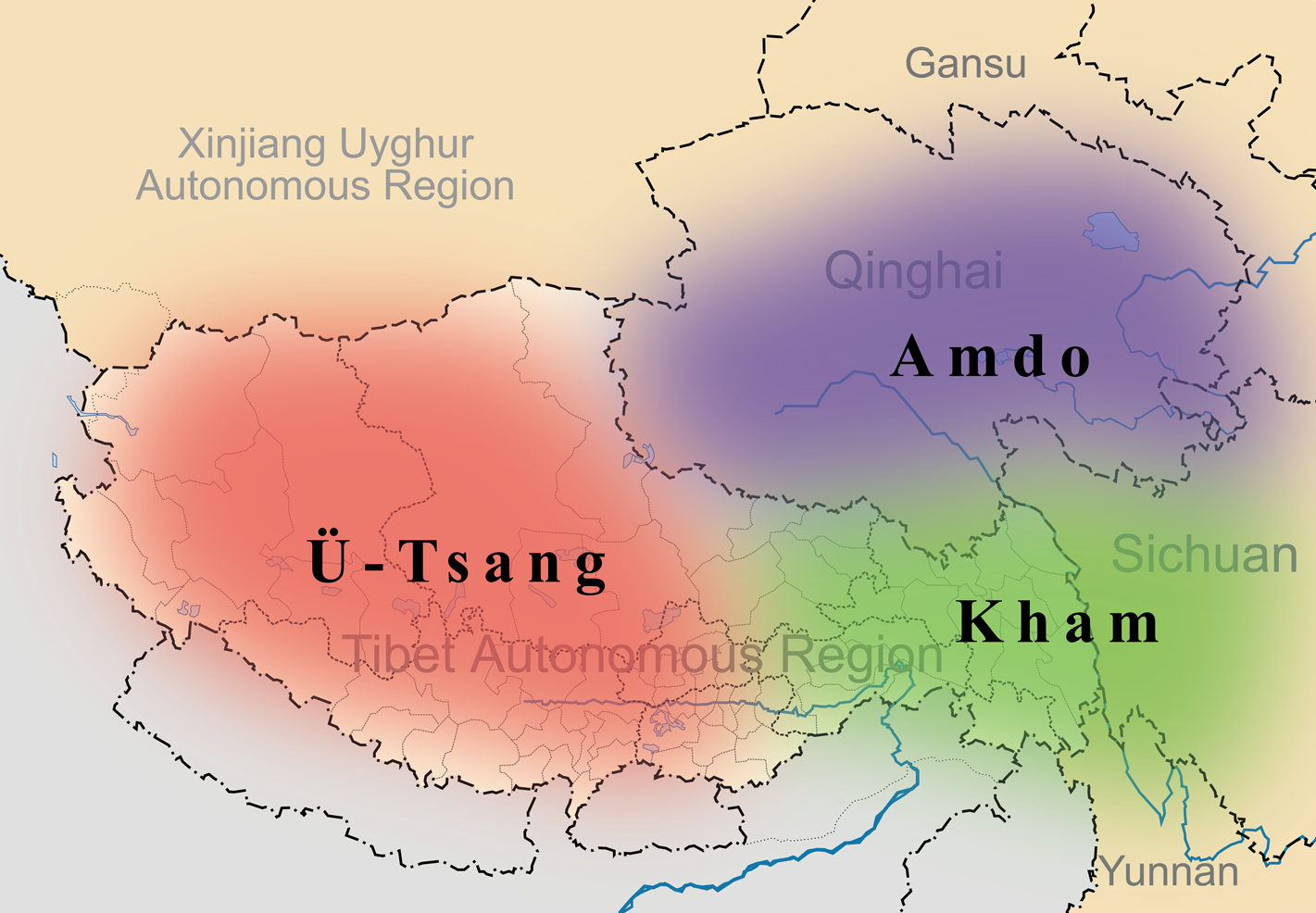
Centraal-Tibet (U-Tsang),Amdo en Kham

 Dergé was van ca. 1640 tot ca. 1910 een Tibetaans koninkrijk in Kham.

## Stichting van het koninkrijk in de zeventiende eeuw
Kham had met Amdo deel uitgemaakt van het Tibetaanse rijk van de Yarlung-dynastie. Na de val van het rijk in het midden van de negende eeuw was Kham verdeeld in tientallen clangebieden en vorstendommen die elkaar in steeds wisselende coalities bevochten.
De clan die later de koninklijke familie van Dergé zou worden migreerde in de dertiende eeuw vanuit het zuiden van Tibet naar Kham. De clan claimde zijn afkomst terug te kunnen voeren naar Gar Tongsten, de belangrijkste minister van het Tibetaanse rijk in de tweede helft van de zevende eeuw. De clan bleef enige eeuwen een weliswaar belangrijke, maar op zich niet bijzonder invloedrijke familie.
Omstreeks 1635 wist de familie echter eigenaren van naburige landgoederen hun wil op te leggen en hun bezittingen te veroveren. Daarmee werd de familie de dominante machtsfactor in dat deel van Kham. In 1639 werd hen nog een groot gebied geschonken door Güshri Khan, de leider van de Khoshut-Mongolen. Vanaf dat moment kan er gesproken worden over een koninkrijk Dergé. Het koninkrijk bleef haast drie eeuwen in stand, wist zijn grondgebied in de achttiende eeuw nog een keer te verdubbelen en werd befaamd door de drukkerij van Dergé, de bouw van beroemde kloosters en de aanwezigheid van veel lama's met indrukwekkende intellectuele prestaties die veel bijdroegen aan de Tibetaanse cultuur.
De feitelijke stichter van koninkrijk rond 1640 was Jampa Püntsok. Hij was een monnik, net als zijn drie opvolgers als koning. Het gebied dat deze monastieke koningen bestuurden werd een densa genoemd, enigszins te vergelijken met wat in Nederland een sticht was. Het bestuurlijk en monastiek centrum van Dergé in die periode was de koninklijke tempel van Lhündrup Teng. De koningen waren verbonden aan de sakyatraditie van het Tibetaans boeddhisme
De vijfde koning was Tenpa Tsering (1676-1738). Zijn oudere broer, ook opgeleid als monnik en die koning zou worden overleed. Tenpa Tsering was niet als monnik gewijd. Hij moest nu echter zowel het leiderschap van de monastieke gemeenschap op zich nemen, het koninkrijk besturen en ook nog voor nakomelingen zorgen. In wezen regeerde Tenpa Tsering als een leek, maar hij werd de bekendste monarch in de geschiedenis van Dergé. Er zouden nog twee opvolgers na hem komen die de monnikswijding ontvingen, maar daarna verdween de traditie van de combinatie van monnik en koning.

## Ontwikkelingen in de achttiende eeuw
In 1720 verdreef een Chinees leger de Mongoolse stam van de Dzjoengaren uit Centraal-Tibet en Lhasa. Dat is de aanvang van de periode van het Chinese protectoraat over Tibet. In 1724 werd het oostelijk deel van Kham - ongeveer 2/3 deel van het gehele gebied - politiek en administratief onderdeel gemaakt van de provincie Sichuan. Het westelijk deel van Kham - ongeveer 1/3 deel van het gebied - wordt onderdeel van Centraal-Tibet en wordt verondersteld bestuurd te worden vanuit Lhasa. De bovenloop van de Jangtsekiang in het noorden en de Drichu in het zuiden vormden globaal de grens tussen de beide delen van Kham. Het grondgebied van Dergé lag in het oostelijk deel van Kham.
Autoriteit van de Qing-dynastie in het oostelijk deel van Kham was afhankelijk van een netwerk van lokale heersers (in het Chinees tusi). Zolang deze tusi formeel een zekere loyaliteit toonden aan de keizer en vooral de bevolking verhinderden directe belangen van de Qing aan te vallen, konden zij vrijwel ongehinderd hun eigen gang gaan. Tenpa Tsering ontving van de Chinese keizer Yongzheng (1678-1735) een Chinese titel, die iets als Grote Vredesbewaarder betekent, de hoogste titel in Kham. Hij wordt daarmee formeel tribuutplichtig aan de keizer, maar dat verschaft ook alle ruimte om andere lokale heersers aan hem te onderwerpen. In zijn regeerperiode en dat van zijn opvolger werd het grondgebied van het koninkrijk verdubbeld. Dergé werd het rijkste en belangrijkste vorstendom van Kham. In de periode van de koning Puntsok Tenpa (overleden 1751) en de opvolger van Tenpa Tsering werd een geheel nieuwe editie van de tengyur, het tweede deel van de canon van het Tibetaans boeddhisme gedrukt.
In deze periode begint een verschuiving plaats te vinden van de culturele vitaliteit vanuit Centraal-Tibet naar Kham. De burgeroorlogen van de zeventiende en begin achttiende eeuw, de politieke instabiliteit en de maatregelen die noodzakelijk werden geacht de verworven machtspositie van de gelugtraditie in Centraal-Tibet te verankeren, hadden daar voor een ander cultureel klimaat gezorgd. Dat kenmerkte zich onder meer door aanzienlijk minder tolerantie van de gelug ten opzichte van andere geestelijke tradities van het Tibetaans boeddhisme en het ontstaan van een invloedrijke sektarische factie binnen die gelug.

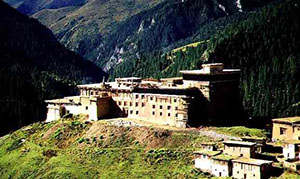
Het klooster Palpung

Het gevolg daarvan was, dat tradities, zoals met name de kagyü nieuwe ruimte probeerden te vinden in Kham. De achtste tai situ Chökyi Jungne (1700-1774) was in de achttiende eeuw de belangrijkste tulku van de in de burgeroorlog in Centraal-Tibet verslagen karma kagyütraditie. Hij probeerde in Kham die traditie te doen herleven. Hij wist nabij een al bestaande tempel in Dergé een nieuw klooster Palpung te bouwen. Het klooster werd spoedig een van de grootste centra voor innovaties van wetenschap en kunst van het Tibetaans boeddhisme. Uit die relatie groeide in samenwerking met de sakyatraditie de grootste drukkerij die het historisch cultureel Tibet ooit gekend heeft met beroemde blokdrukken van de kangyur, het eerste deel van de canon van het Tibetaans boeddhisme en het epos van koning Gesar. In 1733 kwam de beroemde Dergé-editie van de kangyur uit, waarvan de blokdrukken nog steeds in de huidige drukkerij aanwezig zijn. Het was in gebieden als Derge dat het niet sektarische ideaal van het Tibetaans boeddhisme uit de 13e en 14e eeuw nog bewaard bleef. De schilderstradities die vanaf de achttiende eeuw in Palpung ontstonden hadden tot in de twintigste eeuw een dominante invloed in de Tibetaanse schilderkunst.
Later in die achttiende eeuw was er enige interne onrust in Dergé. De toenmalige koning en koningin, Kundrub Dega Zangpo (1768-1790) en Tsewang Lhamo, (overleden 1812) waren diepreligieuze personen. Zij maakten een pelgrimstocht naar Centraal-Tibet. Daarbij bezochten zij het klooster Samye en ontmoetten daar de befaamde Jigme Lingpa (1729-1798) een kluizenaar uit de nyingmatraditie. De koning en zijn vrouw werden discipelen van hem. Jigme Lingpa weigerde naar Dergé te komen, maar zond een van zijn leerlingen, de eerste Dodrubchen, Jigme Trinle Ozer (1745-1821), die de leermeester van de familie werd.

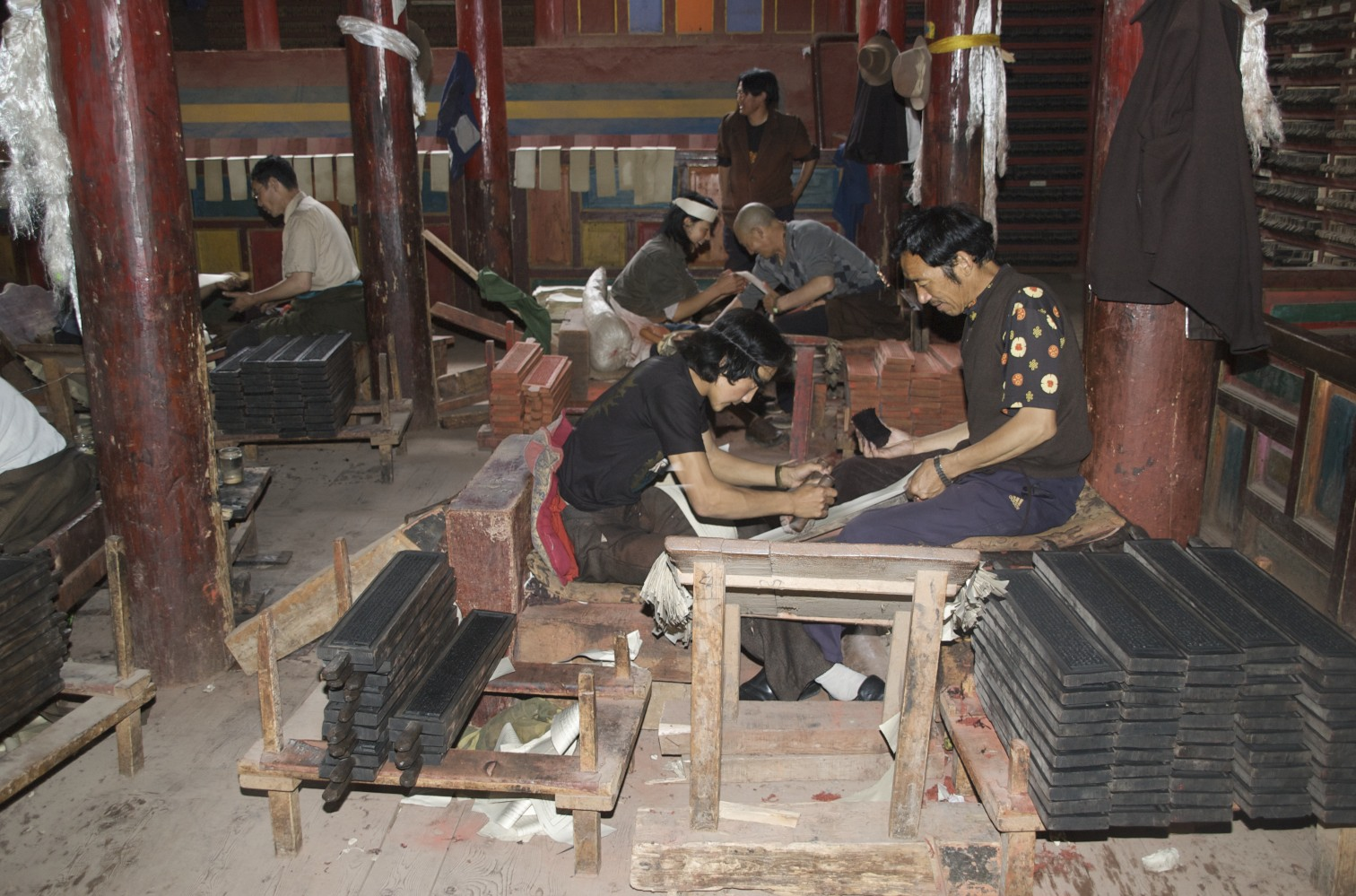
Ook nu worden in Dergé nog blokdrukken gemaakt

De koning overleed in 1790 waarna de koningin regent werd voor hun vierjarige zoon. Tijdens die periode laat zij onder meer de Nyingma Gyubum drukken, de aparte canon van de nyingma-traditie, de enige gedrukte canon van de traditie in het Tibet van voor 1959. Andere nu beroemde blokdrukken die uit die periode dateren zijn de Verzamelde Werken van haar eerste leermeester Jigma Lingpa en een nieuwe editie van de Verzamelde Werken van Longchenpa, de belangrijkste Tibetaanse auteur van de dzogchen. Meerdere tulku's uit die periode hebben over haar geschreven en verzen aan haar opgedragen. De dertiende karmapa Düdül Dorje (1733-1797) noemde haar in de beschrijving van zijn visioenen een emanatie van de godin Tara.
Er zijn een aantal aspecten aan het eind van haar leven, waar verschillende bronnen niet eensluidend over zijn. Er is unanimiteit, dat Tsewang Lhamo gedwongen werd afstand te doen van de troon en met haar zoon, de kroonprins Tsewang Dorje Rigdzin in ballingschap gaat . Er zijn bronnen die dit toeschrijven aan een aantal sakya-monniken die toch met enige afgunst gekeken hadden naar de gunsten die de nyingma-traditie ontvangen had. Ook een seksuele relatie tussen haar en de Dodrubchen zou een rol hebben gespeeld. Meer recente research gaat ervan uit, dat dit niet het echte argument kan zijn. Aan het eind van de achttiende eeuw had Dergé het grondgebied verder uitgebreid naar het noorden. Dat bracht het in conflict met een aantal nomadische stammen onder wie met name de Goloks. Die vielen in 1806 het gebied van Dergé binnen. Tsewang Lhamo zou hierop geen adequate actie hebben ondernomen en dit zou de belangrijkste reden voor haar verbanning zijn.
Voor haar dood in 1812 was de kroonprins al enige tijd terug in Dergé. Hij werd in het klooster van de sakya verder opgevoed en later koning Uiteindelijk kwam dit het niet-sectarische ideaal toch ten goede. Tsewang Dorje Rigdzin (1786-1847) werd een aanhanger van alle tradities in het Tibetaans boeddhisme. Hij abdiceert na enige tijd, werd een monnik en schreef het gezaghebbende De koninklijke genealogie van Dergé, waarin hij opnieuw het niet- sectarische ideaal profileert.

## Ontwikkelingen in de negentiende eeuw
Het verdraagzame intellectuele en religieuze klimaat in Dergé was ook een bepalende factor in het ontstaan van de Rimé-beweging. De naam is afgeleid van twee Tibetaanse woorden: ris (sektarisme) en med (weerlegging). In veel literatuur wordt het – volstrekt ten onrechte – beschreven als een oecumenische beweging. In wezen was het een culturele renaissance van de periode van het Tibetaans boeddhisme uit de dertiende en veertiende eeuw.
De beweging trachtte de verschillen tussen geestelijke stromingen binnen het Tibetaans boeddhisme op een meer eclectische wijze te benaderen. De Rimé heeft veel samenvattingen van een groot aantal geschriften uit diverse tradities gepubliceerd. Het doel van de beweging was niet de verschillende stromingen te unificeren, maar de verschillen te erkennen, te waarderen en een dialoog op basis van een gemeenschappelijke culturele erfenis te hebben. Het was de bedoeling een totaal overzicht te geven van de Tibetaanse traditie in al haar verscheidenheid. De beweging werd gedragen door belangrijke tulkus uit de nyingma-, sakya- en karma kagyü-tradtie, aangevuld met enkele vertegenwoordigers van uit de bön. De gelug ontbrak in de beweging.
De belangrijkste initiatiefnemers, Lodrö Thaye (1813-1899) en Jamyang Khyentse Wangpo (1820-1892) waren lange tijd verbonden aan het hof van Dergé. Beiden waren zeer productieve schrijvers en grote verzamelaars van tot dan toe onbekende teksten die in Dergé gedrukt werden. Belangrijke werken daaronder waren de Schat van de Mondelinge instructies die over de essentie van meditatie handelde vanuit het gezichtspunt van alle scholen en vooral de encyclopedie van de Schat van Alles wat er te Weten valt. Het laatste werk gaat ervan uit, dat alle boeddhistische geschriften en leerstellingen culmineren in het realiseren van de dzogchen.
De negentiende eeuw was echter ook een periode van endemische stammenstrijd in Kham. In de regeerperiode van de koning Damtsig Dorje (1811-1852), begon een Khampa-warlord van de stam van de Nyarong, Gonpo Namgyal, omringende gebieden te veroveren. In 1860 stond hij met zijn troepen aan de grens van Dergé, dat in 1863 veroverd werd. Verschillende kloosters, clans en facties verzochten zowel China als Tibet om een interventie. China was echter verwikkeld in de Taiping-opstand en de Qing-dynastie had geen mogelijkheden meer militair in Kham in actie te komen. De toenmalige regent in Tibet, Wangchug Gyalpo, besloot een Tibetaanse troepenmacht vanuit Centraal-Tibet naar Kham te zenden. Uiteindelijk gaf Gonpo Namgyal zich over.
De Tibetaanse regering in Lhasa stelde over Derge en omgeving een eigen Tibetaanse gouverneur aan. Dergé en omgeving zou tot 1908 formeel onder het gezag van Lhasa vallen. Er werden harde straffen opgelegd aan lama's en kloosters die verdacht werden van medewerking aan Gompo Namgyal. Het harde autoritaire bewind vanuit Lhasa in deze periode heeft de aanzet gegeven tot meerdere bewegingen in de 20e eeuw - tot diep in de Tibetaanse diaspora - voor een onafhankelijke Khampa-staat, onafhankelijk van Peking, maar ook van Lhasa.
De inval van Gompo Namgyal en de Tibetaanse interventie had de balans tussen de belangen van de monarchie, de monastieke grootgrondbezitters en de stamhoofden verstoord. Vanaf dat tijdstip zouden diverse groeperingen in Dergé hun belang op basis van politieke opportuniteit verbinden aan óf de regering in Lhasa dan wel aan de Chinese gouverneur-generaal van de provincie Sichuan.
Enige tijd na de Tibetaanse interventie maakte de koning Chime Dagpai Dorje (1840-1898) een tocht met dertig stamhoofden naar Centraal-Tibet. Tijdens deze reis doodde een van de stamhoofden een staflid van de nog altijd in Centraal-Tibet aanwezige Chinese amban. Ondanks hevige oppositie van de stamhoofden leverde de koning de dader uit. Terug in Dergé bleek, dat de stamhoofden het gezag van de koning niet meer accepteerden.

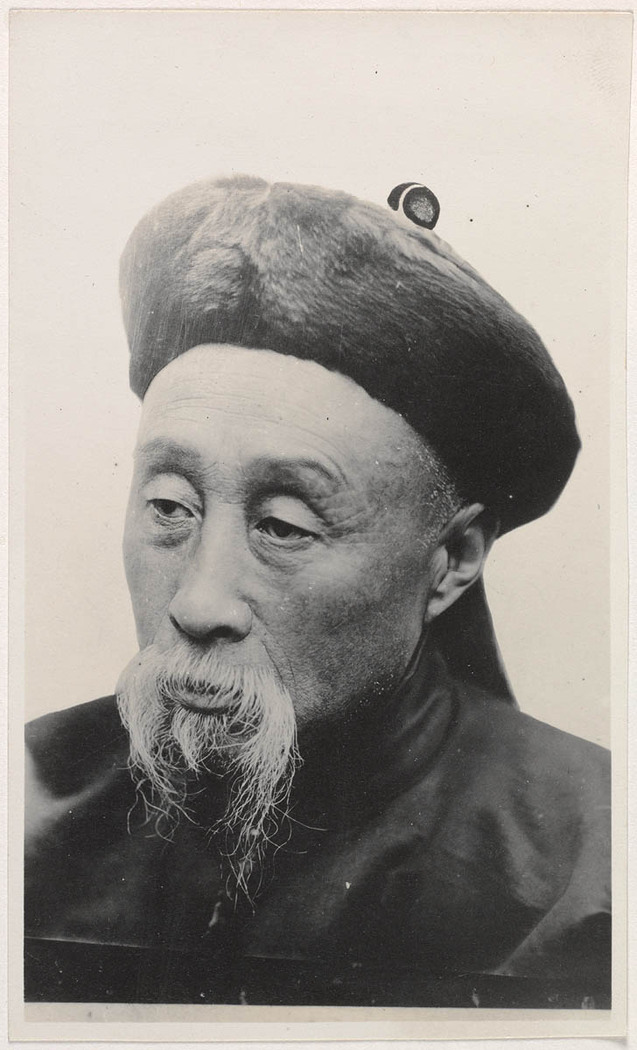
Zhao Erfeng

De koning beriep zich op de titel Grote Vredesbewaarder, die ooit door Yongzheng aan zijn voorganger Puntsok Tenpa was verleend en vroeg steun aan de gouverneur-generaal van de provincie Sichuan. Het gezonden Chinese leger was echter te gering in omvang om de rebellerende stamhoofden te verslaan. Uiteindelijk vonden er onderhandelingen plaats. Die hadden tot resultaat dat de koning en zijn vrouw verbannen werden naar Chengdu waar hij 1898 overleed. Volgens sommige bronnen in de gevangenis aldaar. Er brak een strijd om de opvolging uit tussen zijn twee zoons, Dorje Senkel en Djembel Rinchen.
Na de Britse Veldtocht in Tibet in 1903 en 1904 was de Chinese regering ervan overtuigd, dat de Britten ieder moment Tibet tot een Brits protectoraat zouden kunnen maken, zoals bijvoorbeeld met Bhutan en Sikkim was gebeurd of zelfs een volgende invasie zouden kunnen ondernemen die rechtstreeks China zou kunnen betreffen. De enige manier om dat te voorkomen was opnieuw autoriteit over Tibet uit te oefenen. De eerste stap was om de situatie in Kham te gaan controleren. Zhao Erfeng kreeg de opdracht de positie van China in Kham te herstellen en die te consolideren. Dorje Senkel vroeg in de strijd met zijn broer ondersteuning van Zhao Erfeng, Het resultaat was dat die broer, Djembel Rinchen, gedwongen werd tot een ballingschap. In ruil voor een riante jaarlijkse toelage ging Dorje Senkel in 1910 akkoord met een soevereiniteitsoverdracht van Dergé aan de provincie Sichuan. Dat was in feite het eind van het koninkrijk Dergé. Er zouden later in de twintigste eeuw nog een aantal personen zijn die zich koning van Dergé noemden, maar daar was geen enkele vorm van autoriteit meer mee verbonden.

## Ontwikkelingen van het gebied Dergé na 1910

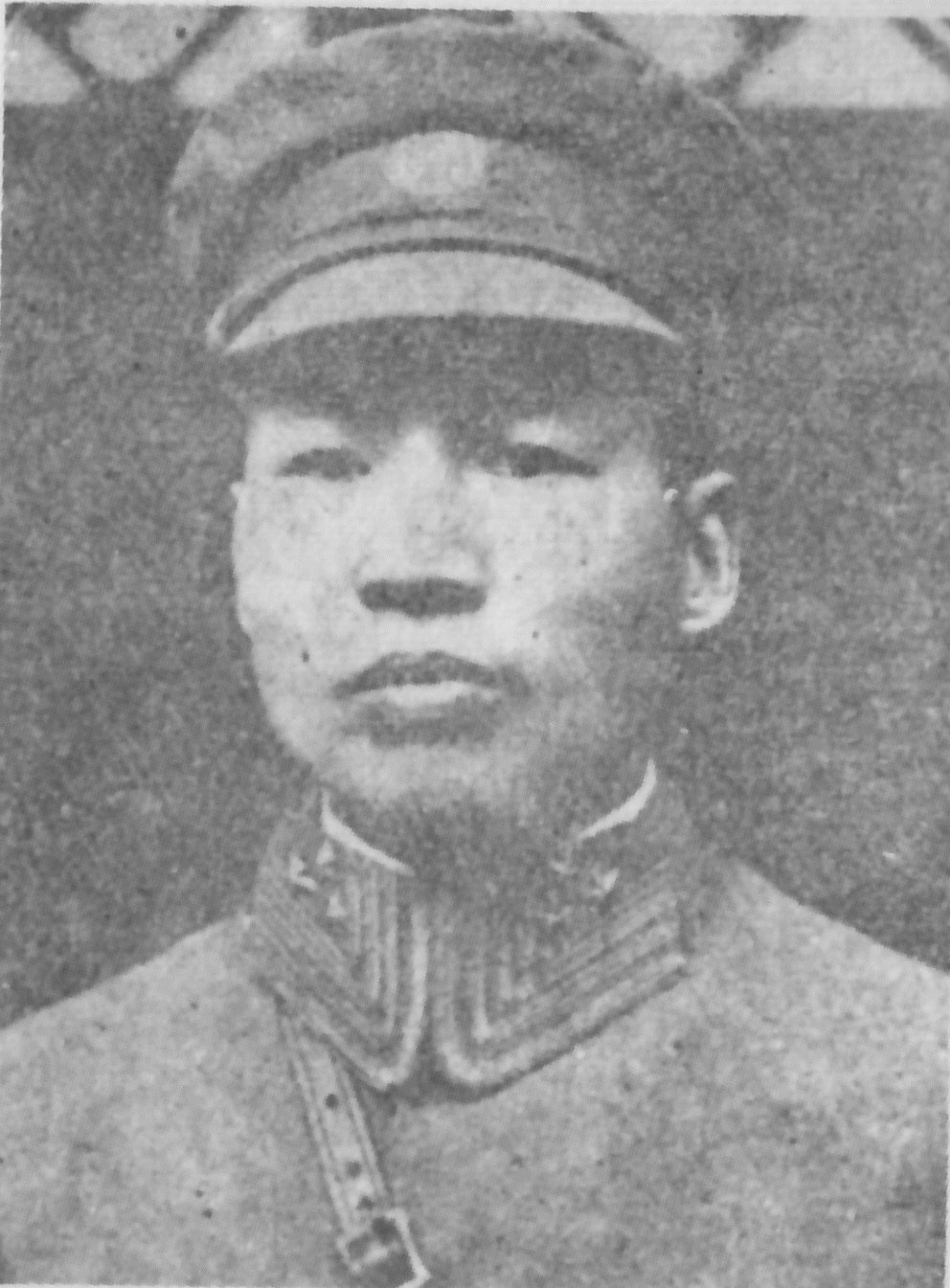
Liu Wenhui, warlord van Sichuan

De dertiende dalai lama riep in 1911 na de feitelijke val van de Qing-dynastie de onafhankelijkheid van Centraal-Tibet uit. In 1912 werd de Republiek China uitgeroepen. De dalai lama zag voor zich zelf als missie om zo veel mogelijk etnische Tibetanen onder gezag van de regering van Tibet te krijgen. In de periode tot en met 1917 waren er herhaaldelijk militaire conflicten met China over de afbakening tussen oostelijk en westelijk Kham. In die periode was dan ook meermalen sprake van een andere de facto-grens. In 1917 werd bij de wapenstilstand van Rongbatse een grens afgesproken, die vrijwel identiek is aan de situatie van 1863. Dergé kwam weer onder het gezag van de Tibetaanse regering in Lhasa.
In 1930 braken weer vijandelijkheden uit. De Tibetanen boekten aanvankelijk grote militaire successen. Er werden grote gebieden ten oosten van de Yangtse veroverd en in 1931 stonden de Tibetaanse troepen zelfs in de nabijheid van Dartsedo, ver in het oosten van Kham. Eind 1931 wist de Chinese krijgsheer Liu Wenhui van Sichuan zijn troepen te hergroeperen en dreef het Tibetaanse leger terug. In juli 1932 verloren de Tibetanen weer de controle over Derge en in oktober van dat jaar werd er een wapenstilstand overeengekomen, waarbij de grens tussen het oostelijk en westelijk deel van Kham exact dezelfde werd als ruim 200 jaar daarvoor in 1724. Daarbij verloor de regering in Lhasa opnieuw de controle over Dergé. Die grens is ook de huidige tussen de provincies Tibet (de zogenaamde Tibetaanse Autonome Regio) en Sichuan.